# Erik Gjörloff
Erik Gjörloff, född 1 december 1732 i Malmö, död 4 mars 1805 i Landskrona, var en svensk affärsman, skeppsredare och riksdagsman.

## Biografi
Erik Gjörloff var son till timmermästaren Mattias Eriksson, barnfödd i Danmark, men nämns redan 1744 med namnet Gjörloff. Han blev före 1753 bodbetjänt i Landskrona och 1763 borgare och handelsman där. Redan 1769 var han Landskronas främste spannmålshandlare. Troligen hade hans giftermål 1764 med Sara Lovisa Tauson, vars mor sammanlevde med Arvid Schauw, stor betydelse för hans affärsverksamhet. Under det ekonomiska uppsvinget i samband med Amerikanska frihetskriget blev Gjörloff Skånes störste redare. Han ägde då sex av Landskronas tio fartyg och 75 procent av det sammanlagda lästetalet för fartygen. Han seglade på Medelhavet, Portugal och Irland och försåg stora delar av Skåne med importvaror. Från 1766 drev han även en tobaksfabrik i Landskrona och från 1775 en stärkelse- och puderfabrik vid Erikstorp norr om staden. Han drev även ett såpbruk. Sedan hans svåger Johan Jürgen Mildahn 1785 avlidit övertog han Landskronas sockerbruk efter denne. Gjörloff återupprättade även Landskronas skeppsvarv som under Schauws tid kommit på obestånd. Han inköpte 1769 Simontorps säteri men sålde det redan efter några år. Under några år på 1770-talet innehade han även Landskronas apotek och uppges på äldre dagar ha ägt närmare en tredjedel av Landskrona. Han var vid riksdagen 1778–1779 representant för Landskrona och fick 1779 direktörs titel.
Gjörloffs änka grundade 1808 i Landskrona Gjörloffska skolan, vilken ägde bestånd till 1904. Gjörloffs äldre dotter var gift med matematikprofessorn Per Tegman i Lund och genom dem fick Esaias Tegnér tjänst som informator hos Gjörloffs yngre dotter och hennes man överdirektören Mathias Friedrich Strübing. Tegnér hade personlig kontakt med Gjörloff och skrev en gravdikt över honom liksom  senare över dottern.